# Канеро Ривијера
Канеро Ривијера (итал. Cannero Riviera) је насеље у Италији у округу Вербано-Кузио-Осола, региону Пијемонт.
Према процени из 2011. у насељу је живело 917 становника. Насеље се налази на надморској висини од 228 м.

## Становништво
| 1936. | 1951. | 1961. | 1971. | 1981. | 1991. | 2001. | 2011. |
| ----- | ----- | ----- | ----- | ----- | ----- | ----- | ----- |
| 1.243 | 1.251 | 1.388 | 1.406 | 1.290 | 1.220 | 1.050 | 973   |